# Partido Nacional Liberal de Tătărescu
El Partido Nacional Liberal de Tătărescu (Rumano: Partidul Național Liberal-Tătărescu, PNL-T) fue un partido político de Rumania.

## Historia
El partido estuvo establecido como un rompimiento del Partido Liberal Nacional y dirigido por Gheorghe Tătărescu. En abril de 1946 el partido optó por unirse al Bloque de Partidos Democráticos. En 1946, el Bloque ganó 347 de los 414 asientos, con el PNL-T tomando 75 de estos.